# 田中健 (政治家)
田中 健（たなか けん、1977年7月18日 - ）は、日本の政治家。国民民主党所属の衆議院議員（2期）。東京都議会議員（2期）、大田区議会議員（1期）などを務めた。

## 経歴
静岡県庵原郡富士川町出身。富士川町立第一幼稚園卒園。富士川町立第一小学校（現・富士市立富士川第一小学校）、富士川町立第一中学校（現・富士市立富士川第一中学校）、静岡県立富士高等学校卒業。2001年、青山学院大学経済学部卒業後、第一勧業銀行・みずほ銀行に勤務。銀行員時代は東京都大田区を担当した。
2003年4月27日執行の第15回統一地方選挙・大田区議会議員選挙に立候補し初当選。
2007年執行の東京都議会議員補欠選挙に鞍替え出馬し落選。その後は、民主党衆議院議員・細野豪志の秘書を務める。
2009年7月12日執行の東京都議会議員選挙に民主党公認で大田区選挙区から出馬し初当選。
2013年6月23日執行の東京都議会議員選挙で2選。
2016年3月15日、民主党から次期衆院選静岡4区の公認内定を受け、翌月には都議を辞職し故郷の静岡で政治活動を始めた。
2017年の第48回衆議院議員総選挙では選挙直前の9月26日に同じく細野の秘書出身で静岡2区支部長の松尾勉と共に民進党に離党届を提出し、細野が設立に携わる希望の党から立候補する意向を示した。10月22日の投開票の結果、小選挙区では自由民主党の望月義夫に次点で敗れ、重複立候補した比例東海ブロックでの比例復活もならず落選。
2018年5月結成の国民民主党には参加せず、無所属となる。2017年衆議院議員選挙での落選者を中心とする旧民進党系政治団体「一丸の会」に参加。
望月の死去に伴う2020年4月26日執行の衆議院議員静岡県第4区補欠選挙では、野党統一候補として立憲民主党・国民民主党・日本共産党・社会民主党4党の推薦を受けた上で、無所属で立候補したが、元静岡市議会・静岡県議会議員で自由民主党公認候補の深澤陽一に敗れて落選。また、この選挙ではNHKから国民を守る党の立花孝志党首が「同姓同名の候補者が出た場合、どのような票の割れ方をするのかテストしたい」などと述べ、元江戸川区議会議員で田中と同姓同名の候補者を擁立したため、県選管は候補者名に加え年齢で両者を区別する方針を取り、陣営は「投票用紙に（候補者名に加えて）年齢まで書いて」と呼びかけ、ポスター、たすき、選挙カーに年齢を大きく表示するなどの対策に追われた。
5月15日、（旧）国民民主党に入党。9月には（新）国民民主党結成に参加。
2021年10月31日執行の第49回衆議院議員総選挙には、静岡4区から国民民主党公認で立候補。開票の結果、深澤に小選挙区で敗れるも、重複立候補していた比例東海ブロックで国民民主党が1議席を獲得し、名簿順位1位の3人の中で惜敗率が1位だった田中が比例復活し、初当選を果たした。
2024年10月27日執行の第50回衆議院議員総選挙では前回敗れた深澤を2,647票差で破り2選。初めて小選挙区での当選を果たした。

## 議員連盟
- 子どもへのワクチン接種とワクチン後遺症を考える超党派議員連盟[9]

## 選挙歴
| 当落 | 選挙                         | 執行日         | 年齢 | 選挙区       | 政党       | 得票数    | 得票率 | 定数 | 得票順位 /候補者数 | 政党内比例順位 /政党当選者数 |
| ---- | ---------------------------- | -------------- | ---- | ------------ | ---------- | --------- | ------ | ---- | ------------------ | ---------------------------- |
| 当   | 2003年大田区議会議員選挙     | 2003年4月27日  | 25   | ーー         | 民主党     | 4819票    | ーー   | 50   | 7/66               | /                            |
| 落   | 2009年東京都議会議員補欠選挙 | 2009年4月8日   | 29   | 大田区選挙区 | 民主党     | 8万9519票 | ーー   | 1    | 2/6                | /                            |
| 当   | 2009年東京都議会議員選挙     | 2009年7月12日  | 31   | 大田区選挙区 | 民主党     | 5万720票  | ーー   | 8    | 1/14               | /                            |
| 当   | 2013年東京都議会議員選挙     | 2013年6月23日  | 35   | 大田区選挙区 | 民主党     | 1万9055票 | ーー   | 8    | 7/13               | /                            |
| 落   | 第48回衆議院議員総選挙       | 2017年10月22日 | 40   | 静岡県第4区  | 希望の党   | 5万7581票 | 33.43% | 1    | 2/3                | 12/5                         |
| 落   | 第48回衆議院議員補欠選挙     | 2020年4月26日  | 42   | 静岡県第4区  | 無所属     | 3万8566票 | 35.36% | 1    | 2/4                | /                            |
| 比当 | 第49回衆議院議員総選挙       | 2021年10月31日 | 44   | 静岡県第4区  | 国民民主党 | 4万9305票 | 31.23% | 1    | 2/3                | 1/1                          |
| 当   | 第50回衆議院議員総選挙       | 2024年10月27日 | 47   | 静岡県第4区  | 国民民主党 | 8万2448票 | 50.82% | 1    | 1/2                | /                            |